# Nancy Stephens
Nancy Stephens (Texas, 2 luglio 1949) è un'attrice statunitense, nota soprattutto per il ruolo di Marion Chambers nella serie cinematografia di Halloween.

## Biografia
Ha recitato in molti film e programmi televisivi. La Stephens è forse meglio conosciuta per il suo ruolo di Marion Chambers nella saga di film horror creata da John Carpenter Halloween.
Si è ritirata dalla recitazione nel 2004, per poi riapparire in Halloween Kills nel 2021, riprendendo il ruolo di Marion Chambers.

## Vita privata
È sposata con Rick Rosenthal  dal 23 maggio 1981. Stephens e Rosenthal si sono conosciuti durante le riprese di Halloween 2 - Il signore della morte. Hanno tre figli uno dei quali è il direttore della fotografia Noah Rosenthal

## Filmografia

### Cinema
- Halloween - La notte delle streghe (Halloween), regia di John Carpenter (1978)
- Il signore della morte (Halloween II), regia di Rick Rosenthal (1981)
- 1997: Fuga da New York (Escape form New York), regia di John Carpenter (1981)
- American Dreamer, regia di Rick Rosenthal (1984)
- Mamma, ho acchiappato un russo (Russkies), regia di Rick Rosenthal (1987)
- Piccoli grandi eroi (D2: The Mighty Ducks), regia di Sam Weisman (1994)
- Halloween - 20 anni dopo (Halloween H20: 20 Years Later), regia di Steve Miner (1998)
- A Time for Dancing, regia di Peter Gilbert (2000)
- Halloween Kills, regia di David Gordon Green (2021)

### Televisione
- Bright Promise – soap opera, 11 puntate (1969-1970)
- Medical Center – serie TV, episodio 3x11 (1971)
- Mod Squad, i ragazzi di Greer (The Mod Squad) – serie TV, 2 episodi (1971-1972)
- Il mago (The Magician) – serie TV, episodio 1x01 (1973)
- Harry O – serie TV, episodio 1x19 (1975)
- Il tempo della nostra vita (Days of Our Lives) – soap opera, 9 puntate (1975)
- Arcibaldo (All in the Family) – serie TV, episodio 6x16 (1976)
- Charlie's Angels – serie TV, episodio 1x06 (1976)
- Serpico – serie TV, episodio 1x05 (1976)
- Pepper Anderson - Agente speciale (Police Woman) – serie TV, episodio 3x07 (1976)
- Executive Suite – serie TV, 2 episodi (1976)
- Barnaby Jones – serie TV, episodio 5x10 (1976)
- Nel tunnel dei misteri con Nancy Drew e gli Hardy Boys (The Hardy Boys/Nancy Drew Mysteries) – serie TV, episodio 2x14 (1978)
- CHiPs – serie TV, episodio 1x15 (1978)
- Sulle strade della California (Police Story) – serie TV, episodio 5x05 (1978)
- Flamingo Road – serie TV, episodio 1x11 (1981)
- Cin cin (Cheers) – serie TV, episodio 10x18 (1992)
- La famiglia Brock (Picket Fences) – serie TV, episodio 1x16 (1993)
- Beverly Hills 90210 – serie TV, 2 episodi (1994)
- Dark Skies - Oscure presenze (Dark Skies) – serie TV, 2 episodi (1996)
- Ally McBeal – serie TV, 2 episodi (1998-1999)
- Providence – serie TV, episodio 2x19 (2000)
- Boston Legal – serie TV, episodio 1x07 (2004)